# Jägaremarschen
Jägaremarschen är skriven 1917 av den finske jägarlöjtnanten och historikern Heikki Nurmio och tonsatt av Jean Sibelius, i vilken en vision av kriget och av jägarna som förutsättningar för ett fritt Finland frammanas. I några situationer utkonkurrerade "Jägarmarschen" både "Vårt land" och "Björneborgarnas marsch" som musikalisk devis för De vita i Finland.
Jägaremarschen är idag honnörsmarsch för Finlands försvarsmakt.